# Elin Ruuth
Elin Marie Ruuth, född 23 september 1986, är en svensk författare.
Ruuth är född och uppvuxen i Luleå, och har bland annat studerat vid Dramatiska Institutet. Efter att ha flyttat runt i landet bor hon nu i Sala.
Hon debuterade 2010 med boken Fara vill, som nominerades till Borås tidnings debutantpris. Recensenten Nina Björk beskriver boken som ett letande efter sambandet mellan vetenskapligt fastlagda förhållanden om tillvaron och en människas levda erfarenhet. Den unga huvudpersonen balanserar mellan två önskningar, om ordning och om misstänksamheten mot densamma.
Ruuths Konsterna skrev hon på fyra veckor i januari 2022. Boken utspelar sig under tidigt 1900-tal i Gränna och huvudpersonerna är ett par där båda är konstnärer – inspirerat av paret Ester Ellqvist och John Bauer som också var konstnärer. Kvinnors rättigheter var på tapeten när boken utspelar sig och jämställdhet är ett viktigt tema i berättelsen.
2024 kom Familjen Amarant flyttar in som är första boken i en tänkt trilogi.